# MS Roald Amundsen
Le MS Roald Amundsen est un navire de croisière d’expédition à propulsion hybride, exploité par la société norvégienne Hurtigruten AS. Il a été construit par Kleven Yards en Norvège et a commencé son voyage inaugural le 3 juillet 2019 depuis le port norvégien de Tromsø vers Hambourg. Lui et son sister-ship le MS Fridtjof Nansen sont les premiers navires à propulsion hybride de la flotte Hurtigruten,,.
Le MS Roald Amundsen a été baptisé à l’automne 2019 en Antarctique avec un morceau de glace au lieu de la bouteille de champagne traditionnelle. Le navire est classé de classe polaire 6 pour les conditions arctiques. Le MS Roald Amundsen a été le premier navire hybride à naviguer dans le passage du Nord-Ouest.

## Construction et carrière
Le MS Roald Amundsen a été lancé le 17 février 2018. Fin février 2018, Hurtigruten a annoncé que l’entreprise ne prendrait pas livraison du MS Roald Amundsen avant 2019, en raison de problèmes sur le chantier naval.
En 2019, le navire a entamé des croisières le long des côtes norvégiennes, ainsi que des voyages vers les pôles Nord et Sud. Dans la soirée du 10 septembre 2019, le MS Roald Amundsen est arrivé à Nome (Alaska), commandé par Kai Albrigtsen, et l’opérateur a annoncé qu’il avait effectué le premier passage complet sur propulsion hybride de l’océan Atlantique à l’océan Pacifique, soit plus de 3000 milles marins (5600 km).

## Pandémie de coronavirus
Après l’arrêt mondial des opérations de croisière en raison de la pandémie de Covid-19, le MS Roald Amundsen avait repris ses croisières le 17 juillet 2020 avec une croisière aller-retour de sept jours de Tromsø au Svalbard, suivie d’une autre qui est partie le 24 juillet 2020,. Plusieurs jours avant d’arriver à Tromsø le 31 juillet 2020, deux membres de l’équipage sont tombés malades et ont été isolés. À leur arrivée à Tromsø, quatre membres d’équipage, dont les deux matelots isolés, ont été testés pour le coronavirus, et l’hôpital universitaire de Norvège du Nord (UNN) a annoncé que tous les quatre avaient été testés positifs au Covid-19. En conséquence, les 160 membres d’équipage devaient être testés.
De nombreux passagers avaient déjà débarqué et rentraient chez eux avant que la nouvelle de l’équipage infecté ne se répande. Un chauffeur de car déclarant qu’il avait conduit 28 passagers du MS Roald Amundsen à l’aéroport quelques heures avant que la nouvelle ne soit connue. Hurtigruten a déclaré qu’ils informeraient par SMS les passagers des deux croisières de leur exposition potentielle au virus. Il y avait 209 passagers à bord de la croisière du 17 juillet 2020 et 177 à bord de la croisière du 24 juillet 2020. 
Plus tard dans la soirée, il a été révélé qu’un passager de Vesterålen à bord de la croisière du 17 juillet 2020 avait été testé positif au virus quelques jours plus tôt. Le 29 juillet 2020, un responsable de Vesterålen a informé du cas positif au moins quatre personnes chez Hurtigruten, ainsi que l’Institut norvégien de santé publique (NIPH), et a recommandé que tous les passagers de la deuxième croisière soient informés le même jour. Cependant, Hurtigruten avait cru qu’il n’y avait pas lieu de s’inquiéter.
Un rapport indiquait que les passagers de la deuxième croisière n’avaient pas été informés qu’une infection au Covid-19 avait été détectée sur le navire. D’autres passagers ont dit qu’ils l’avaient appris plus tard par les médias.
Les 177 passagers à bord de la croisière du 24 juillet et les 160 membres d’équipage ont dû être mis en quarantaine. Le MS Roald Amundsen devait initialement reprendre la mer pour le Svalbard dans l’après-midi, mais la croisière a été annulée et le prochain voyage du navire était prévu pour le début du mois de septembre.
Le lendemain, le 1er août 2020, le maire de Tromsø, Gunnar Wilhelmsen, a annoncé que 29 membres d’équipage supplémentaires avaient été testés positifs, ce qui signifie que 33 personnes avaient été testées positives à cette date,. Plus tard dans la soirée, Wilhelmsen a confirmé que 36 personnes avaient été testées positives jusqu’à présent, dont un passager. Le maire désapprouva la façon dont Hurtigruten avait géré la situation, déclarant qu’il pensait que les passagers auraient dû être informés et mis en quarantaine avant que le navire n’accoste à Tromsø, et qu’il craignait qu’une épidémie majeure ne se produise parce que les passagers avaient erré dans la ville avant d’être informés que des membres d’équipage étaient malades. Le député de Tromsø, Kent Gudmundsen, s’est dit choqué de la gestion de la situation par Hurtigruten. Le ministre de la Santé et des services de soins, Bent Høie, a salué les efforts de Tromsø et du NIPH pour contenir le virus. Jusqu’à 69 municipalités pourraient avoir été touchées par l’épidémie, et dans la soirée les responsables n’avaient toujours pas été en mesure de contacter 20 des 177 passagers à bord de la croisière du 27 juillet.
Une mise à jour du 3 août 2020 a indiqué que quatre des passagers qui participaient aux deux croisières avaient été testés positifs au virus.